# Armazém

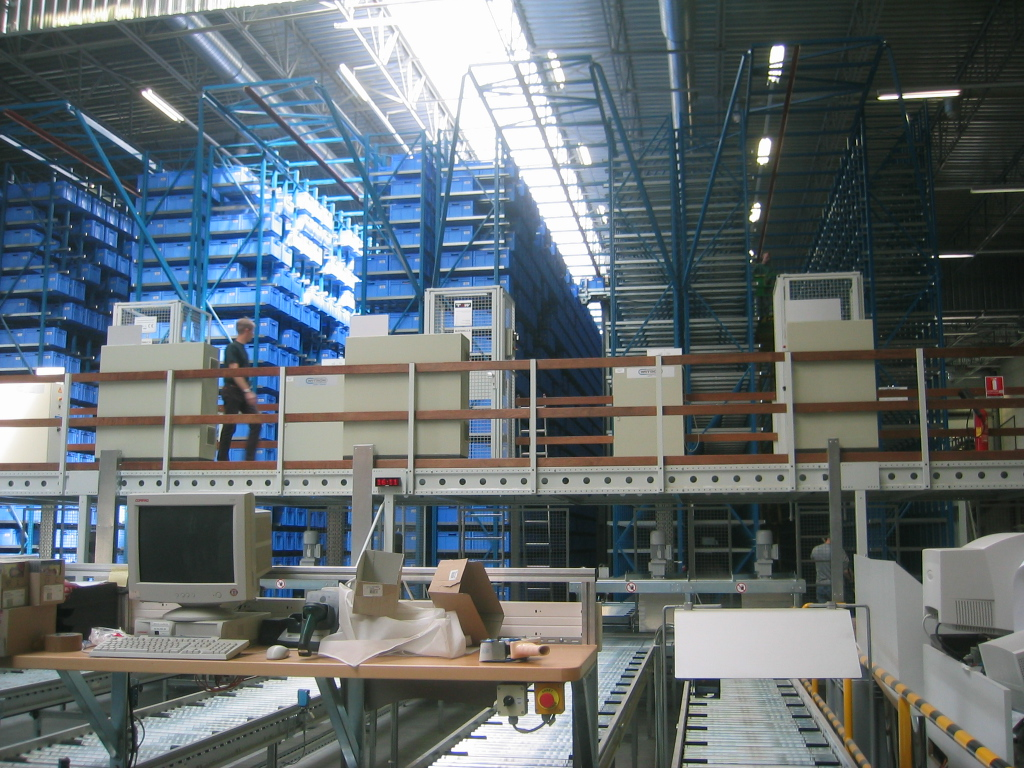
Armazém de mercadorias

Um armazém ou depósito é um espaço físico em que se estocam matérias-primas, produtos semiacabados ou acabados os quais estão à espera de serem transferidos ao seguinte ciclo da cadeia de distribuição ou para uso posterior. Age também como regulador do fluxo de mercadorias entre a disponibilidade (oferta) e a necessidade (procura) de fabricantes, comerciantes e consumidores.
Em tais instalações, procede-se à recepção da mercadoria (seja ela matéria-prima, produtos semiacabados ou acabados), à sua arrumação, conservação, realização da função picking e expedição. Muitas vezes, a paragem é aproveitada para se lhe incorporar valor. Isto pode fazer-se por via de personalização do produto, acabamentos finais, embalamento e rotulagem, entre outras operações.
Essas instalações dependem muito da necessidade de cada organização, podendo, desse modo, ser depósitos próprios, públicos ou contratados/alugados.  Os depósitos públicos são usados para cargas gerais, frigoríficas, commodities, utilidades domésticas e mobiliário e para granéis. Já os contratados são usados pela questão logística, para empresas que desejam apenas produzir e vender.
Cada alternativa oferece diferentes níveis de custos, riscos e envolvimento gerencial.

## Etimologia
Etimologicamente, a palavra armazém vem do em árabe: al-mahazán, e significa «sótão, depósito». Esta última vem do latim deposĭtus («deixar de lado, guardar ou depositar»).

## Classificação
Cada indústria possui uma série de tipos de armazéns, que podem ser descritos da seguinte forma:

### Armazéns de produção
Este tipo pode subdividir-se em:
1. Armazém de matérias-primas;
2. Armazém de recepção, aqui encontram-se essencialmente peças compradas no exterior;
3. Armazém de peças semiacabadas;
4. Armazém intermédio;
5. Armazém de abastecimento;
6. Armazém final, isto é, armazém de produtos acabados;
7. Armazém de sobresselentes, reservas e abastecimento diário.

### Armazém de material auxiliar
Este tipo, chamado armazém auxiliar ou de acessórios, pode subdividir-se em:
1. Armazém de matérias subsidiárias, como por exemplo, óleos, detergentes, tintas, entre outros;
2. Armazém de ferramentas, instrumentos e dispositivos;
3. Armazém de madeiras.

### Armazém de mercadorias
Este tipo pode subdividir-se em:
1. Armazém de bens sem investimento próprio;
2. Armazém de expedição e de material antigo.

### Armazém de líquidos
1. Receptáculos, bidões, entre outros;

Servem essencialmente para:
1. Armazenagem livre de líquidos;
2. Armazenagem em silos e abrigos;

### Armazém de distribuição
Este tipo pode subdividir-se em:
1. Armazém de produtos de grande volume e em grandes quantidades;
2. Armazém de retalhos, aqui é feita uma divisão consoante o artigo e uma numeração rigorosa dos produtos;
3. Armazém de sobresselente para reparações.

A evolução dos armazéns de distribuição é o Centro de distribuição.

## Planejamento da construção
Surgem muitas vezes problemas associados às infraestruturas dos armazéns, como por exemplo, a falta de espaço para as existências, e para a movimentação nos corredores e áreas externas, o que provoca dificuldades na recepção dos materiais, atrasos na expedição e impossibilita a organização adequada do armazém. Muitos destes problemas podem ser evitados, se se tiverem vários parâmetros em consideração quando se está a planear a construção de um armazém, tais como:
1. Projectar a construção do novo armazém tendo em vista uma utilização de pelo menos cinco anos;
2. Escolher um terreno com uma área duas a três vezes superior à área necessária para o armazém;
3. Evitar fazer a construção em terrenos porosos, arenosos ou lodosos;
4. A proporção entre o comprimento e a largura deve ser de 1,5 para 1,0.
5. Por motivos de segurança a portaria deve estar afastada do armazém;
6. A balança de pesagem deve ser colocada perto da portaria, por forma a ser operada pelo porteiro ou por algum colaborador;
7. Dimensionar o número de docas em função da média recebida e expedida no período de «pico»
8. Projectar as docas com uma certa elevação e equipá-las com rampas niveladoras;
9. Se possível, optar por docas em 90 graus;
10. Planear o fluxo de entrada dos camiões nas docas no sentido anti-horário;
11. Considerar áreas de stage-in e áreas stage-out;
12. Projectar junto às docas, áreas adicionais para embalagens, cargas de baterias e acondicionamento de sucatas;
13. Evitar os corredores estreitos, pois para além de exigirem equipamentos específicos, também contribuem para a redução da taxa de processamento dos pedidos;
14. Optar, sempre que possível, pelo fluxo de materiais em «U»;
15. Optar por telhas termoacústicas.

## Características técnicas da estrutura do armazém
Para que seja assegurada a máxima segurança possível aos trabalhadores do armazém, bem como à estrutura em si, estes devem possuir uma série de características técnicas, tais como:

### Localização e acessos
Um armazém deve ser localizado de preferência em locais isolados ou destinados ao desenvolvimento de actividades industriais, evitando-se locais nas proximidades de casas, escolas, áreas comerciais, hospitais e zonas muito habitadas. Deve também evitar-se localizar o armazém em zonas propícias a inundações, fogos e outras catástrofes naturais. O armazém, numa situação ideal, deve estar isolado de outros locais que o rodeiam, a uma distância mínima de 10 metros, e deve proporcionar vias adequadas para o carregamento e descarregamento dos vários veículos de transporte. Devem existir pelo menos duas entradas de acesso ao armazém, isto para que os veículos de emergência ou outras equipas, tenham acesso a este em situação de perigo.

### Materiais de construção
Na construção de um armazém deve evitar-se a utilização de materiais combustíveis, que possam contribuir para a ocorrência e propagação de um incêndio. Deve fazer-se a construção em betão armado, isto porque este material apresenta uma alta resistência ao calor, o que concede desta forma uma maior estabilidade à estrutura. Devem utilizar-se também vigas de madeira maciça, pois estas apresentam um lento processo de combustão e uma grande estabilidade estrutural, isto quando comparadas com uma estrutura metálica que não tenham protecção.
O pavimento deve ser liso, isto para facilitar a sua limpeza, impermeável, e feito de um material antiderrapante, de modo a reduzir o risco de queda dos trabalhadores. Os «tectos falsos» ou forros devem também ser construídos com materiais incombustíveis, e as paredes corta-fogo que os intersectam devem alongar-se até ao pavimento superior. Os elementos de aço que suportam elevadas cargas devem estar protegidas do calor, por exemplo com argamassa. As construções metálicas, apesar de incombustíveis, não são aconselháveis pois começam a perder a estabilidade estrutural perto dos 550°C, temperatura esta facilmente alcançada durante um incêndio.

### Compartimentação do armazém em diferentes áreas
Uma das mais importantes medidas de prevenção de incêndios em armazéns é a compartimentação deste, com paredes e tectos corta-fogo.
No que toca às paredes, estas devem assegurar uma resistência mínima de 90 minutos, e devem prolongar-se pelo menos um metro acima do telhado para evitar a propagação do incêndio. Para que se consiga assegurar a resistência pretendida, as paredes devem ser feitas de betão armado, tijolo maciço ou blocos de betão. As de betão armado devem ter no mínimo 15 cm de espessura, as de tijolo maciço (o tijolo oco não é indicado) 23 cm e os blocos de betão 30 cm. Para se alcançar uma maior estabilidade estrutural podem ainda incorporar-se pilares nestas paredes, e evitar-se ao máximo a existência de aberturas e a passagem de cabos eléctricos por estas.
As portas das paredes referidas anteriormente, devem fechar automaticamente em caso de incêndio, devem ser protegidas contra danos e deformações provocadas por veículos, e devem possuir a mesma resistência que a própria parede. Os trabalhadores devem verificar sempre, que a mercadoria armazenada não impede o fecho destas portas.
Os tectos dos armazéns devem ser de construção não combustível, leve e frágil para que possam ser derrubados em caso de incêndio, e assim haver a libertação do fumo e do calor. Caso a construção seja sólida, devem existir meios que proporcionem essa libertação, como por exemplo, a instalação de painéis de ventilação ou painéis transparentes debaixo do ponto de fusão com uma abertura no telhado.

### Bacias de retenção
Caso o armazém seja destinado ao armazenamento de produtos químicos em estado líquido, e exista uma elevada probabilidade de dano para a saúde dos trabalhadores, ou para o meio ambiente, devem existir meios de contenção de toda a água proveniente da extinção de um possível incêndio, bem como dos possíveis derrames. A retenção pode ser feita através de um tanque de grandes dimensões, construído por baixo do piso do armazém, ao longo de todo o perímetro deste, ou da utilização de bacias de retenção onde estão situados os bidões. É imprescindível que estas bacias de retenção de derrames de produtos químicos, tenham aproximadamente o dobro da capacidade de líquidos a que se destinam.

### Drenagem
Os armazéns destinados a produtos ou matérias-primas perigosos e passíveis de contaminar o solo e a água, devem situar-se em locais que possibilitem a redução desta contaminação, isto é, em locais em que seja possível impedir que esta contaminação alcance os cursos de água, as reservas subterrâneas ou os sistemas de drenagem pública.
Quando as águas provenientes das chuvas, drenarem pelo interior do edifício, os tubos de descarga de água devem ser selados com construções de maciço de tijolo ou de betão. Isto protegerá os tubos dos danos causados pelo movimento de veículos e paletes. Os tubos exteriores de descarga devem ser selados ao nível do chão.

### Ventilação e aquecimento das instalações
Os armazéns devem possuir sistemas de renovação de ar e ventilação. Se possível a ventilação deve ser natural, isto é, deve ser facultada por aberturas existentes na parte superior ou inferior das paredes e do tecto. Todas as aberturas não devem permitir a entrada de aves, isto recorrendo-se por exemplo a colocação de uma grelha, e as aberturas inferiores deves estar a um nível superior ao do muro de retenção. Deve deixar-se sempre um espaço, sensivelmente de um metro, entre a parte superior dos produtos e o tecto, bem como entre os produtos e as paredes, isto para que haja uma melhor circulação do ar no armazém.
Quanto aos aquecimentos, sempre que se pretenda instalar um sistema desta natureza, devem-se ponderar alguns aspectos, principalmente no que diz respeito à segurança e à eficiência energética. Estes sistemas devem funcionar através da utilização de energia eléctrica, vapor ou água quente, sendo que os radiadores de água quente ou tubos de vapor devem estar devidamente isolados e localizados, isto para se proteger os trabalhadores bem como os produtos da exposição a altas temperaturas. É de extrema importância também, que a fonte de calor não esteja na área de armazenamento dos produtos.

### Iluminação
Qualquer que seja a actividade desenvolvida num armazém, este deve possuir níveis de iluminação apropriados. Deste modo, é imprescindível a realização de estudos referentes aos níveis recomendados para as diversas secções. Há locais onde a iluminação natural pode ser suficiente, como é o caso de locais onde as operações são efectuadas apenas durante o dia. No entanto, a iluminação deve ser mista, isto é, deve ser natural complementada com a artificial, sendo que esta última deve ser colocada por cima dos corredores, a uma altura mínima de um metro do mais alto produto armazenado, de modo a evitarem-se possíveis danos ou acidentes durante o manuseamento destes produtos.

### Protecção contra descargas atmosféricas
Em todos os armazéns é obrigatória a existência de um sistema de protecção contra descargas atmosféricas, isto é, a existência de um pára-raios. Este deve estar devidamente dimensionado, de acordo com as características do local e das instalações que se pretendem proteger. É também necessário estar atento à resistência da Terra no local, para que o sistema não perca propriedades e consequentemente não perca a sua eficácia.

### Saídas de emergência
Num armazém, para além das portas principais, devem existir saídas de utilização exclusiva em situação de emergência. Estas devem estar bem sinalizadas, para que sejam facilmente identificadas por qualquer pessoa que se encontre no local, devem permitir uma abertura fácil a partir do interior (colocação de barras antipânico), não devem estar obstruídas por qualquer tipo de equipamento ou mercadoria, e devem estar situadas a uma distância máxima de 30 metros de qualquer ponto interior do armazém.
Se possível, deverá ser possível sair dos escritórios e dos lavabos sem passar elo armazém principal.